# Гомес, Альберт
Альберт Мария Гомес (англ. Albert Maria Gomes; 25 марта 1911, Порт-оф-Спейн, Тринидад и Тобаго, Британская Вест-Индия — 13 января 1978, Великобритания) — государственный и профсоюзный деятель Тринидада и Тобаго, главный министр колонии Тринидад и Тобаго (1950—1956).

## Биография
Его отец иммигрировал с Мадейры в 1892 г., семья его матери прибыла в Тринидад в 1878 г. через Невис и Антигуа. После окончания средней школы изучал журналистику в Городском колледже Нью-Йорка (1928—1930). Вернувшись в Тринидад, основал литературный журнал под названием «Маяк», первый подобного рода в стране, авторами которого были Сирил Джеймс, Альфред Мендес и Ральф де Буасьер. Издавал журнал в течение трех лет, пока финансировавший его отец не прекратил выпуск.
Следующие шесть лет проработал в аптеке, принадлежащей отцу. Был автором Trinidad Guardian, выступал с публичным лекциям и взаимодействовал с рабочим движением. В 1938 г., на волне завершившихся трудовых протестов, он был избран в городской совет Порт-оф-Спейна. Служил в Совете в течение девяти лет и на протяжении трет лет был заместителем мэра.
В 1940-х гг. являлся президентом Федеративного профсоюза рабочих (FWTU), что имело решающее значение для создания профсоюзов в Тринидаде и Тобаго.
В 1945 г. на дополнительных выборах был избран в Законодательной совет Тринидада и Тобаго и сохранял эту должность до всеобщих выборов 1956 г., когда к власти пришли Эрик Уильямс и Народное национальное движение.
В 1950—1956 гг. занимал пост главного министра колонии Тринидад и Тобаго.
В 1958 г. был избран в Палату представителей недолговечной Федерации Вест-Индии.
После обретения независимости в 1962 году Эрик Уильямс и его однопартийцы подвергли политика резкой критике. Он покинул Тринидад и Тобаго и поселился в Соединенном Королевстве. Там он работал в местной администрации, пока не вышел на пенсию в 1976 г.
Его достижения в значительной степени не признавались, и его имя исчезло из общественного сознания Тринидада и Тобаго.